# Der Atem (Mann)

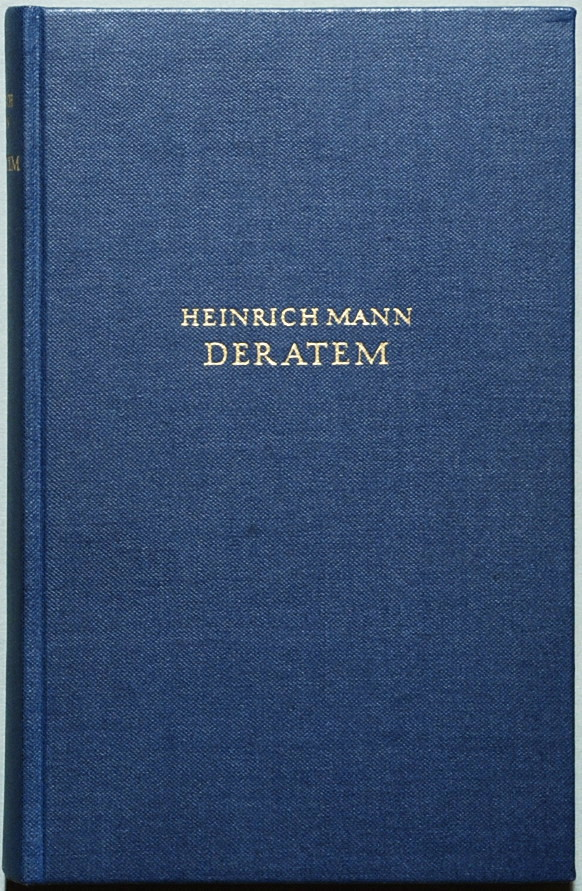
Einbandgestaltung des Erstdrucks

Der Atem ist der letzte Roman von Heinrich Mann. Er wurde von 1946 bis zum 25. Oktober 1947 im kalifornischen Exil geschrieben und 1949 veröffentlicht.
Erzählt werden die letzten zwei Tage im Leben der Kobalt, einer verarmten, schäbig angezogenen Dame, die früher in Frankreich für die Kommunisten agitierte. Die Synarchisten wollen die verhasste lungenkranke Frau in Nizza umbringen. Die Kobalt aber überlebt mehrere Attentate und stirbt an ihrer Krankheit. Zuvor hat diese Adelige, eine gebürtige Gräfin Traun aus Klostergmund/Österreich, noch Glück am Spieltisch. Im Casino von Monte Carlo sprengt sie die Bank.

## Figuren
- Lydia Kowalsky, geb. Gräfin von Traun, alias die Kobalt, alias Madame la Comtesse de Trône
- Princesse de Vigne, alias Marie-Lou, Schwester der Kobalt „am Hof von Belgien“ in Brüssel
- Baron Kowalsky, im Mai 1914 verstorbener Gatte der Kobalt, „Allerweltsspekulant“, „sehr reich, aber abhängig von politischen Zufällen“

Freunde der Kobalt:
- Léon Jammes, politischer Agent, „Beamter im Deuxième Bureau des französischen Informationsdienstes“
- Fernand, Jugendfreund der Kobalt
- Mr. Leslie Simmons Krapotnikoff, alias Jonathan Swift, alias Rabelais
- Yvonne Vogt, Bäckereibesitzerin, „galante Frau“, „Gefährtin“ der Kobalt „aus alten Tagen“
- Frédéric Conard, Direktor der Handelsbank in Nizza, letzter Freund der Kobalt
- Estelle Conard, Gattin Frédérics
- Vertugas, „kommunistischer Arbeiter vom Syndikat, der C.G.T.“, ehemaliger Kampfgenosse der Kobalt

Feinde der Kobalt:
- Louis Laplace de Revers, Präsident
- Le Comte X, alias Lehideux [hideux = scheußlich], „Agent“ des Präsidenten

## Genre
Der Roman ist zweisprachig. Neben dem Deutschen dominieren – mitunter ziemlich umfangreiche – französische Einsprengsel. Ganz vereinzelt stößt der Leser auf kurze Anglizismen. Der Roman kann gelesen werden als deutliche Zeitkritik mit utopischem Touch, als Krimi oder als Liebesgeschichte.
- Utopischer Roman: Heinrich Mann verlegt das Geschehen nach Frankreich. Das vertrustete Finanzkapital operiert über den Synarchismus (s. u.).
- Kriminalroman: Die Synarchisten wollen die Kobalt ermorden. Außerdem wird der Kobalt der beträchtliche Geldgewinn aus dem Spielcasino abgejagt.
- Liebesroman: Erzählerisch akzeptabel ausgeführt hat Heinrich Mann die letzte Liebe der Kobalt – die zu dem Bankdirektor Frédéric Conard. Diese geht in der überwältigenden Flut des Stoffes als Episode unter.

## Synarchismus
„Le synarchisme“, 1922 gegründet, „ist die gemeinsame Beherrschung aller Nationen durch ihre verbündeten Trusts, die für sich keine nationalen Grenzen kennen“. Die „cagoule“ [Kapuze mit Augenschlitzen], ein Instrument des Synarchismus, baut „unterirdische Folterkammern“ für „besiegte Republikaner“. Der Synarchist Comte X entwickelt „seine Theorie der Existenz“.

## Die Kobalt

### In neuen Schuhen an der Côte d’Azur
Handlungsbeginn des Romans und Anfang des Zweiten Weltkriegs fallen auf den Tag zusammen: 1. September 1939. Auf die lungenkranke, blasse Frau, Kobalt genannt, werden in Nizza mehrere erfolglose Attentate verübt. Zudem wird die Frau von einer zwielichtigen Männergestalt durch ganz Nizza verfolgt. Der Kerl lässt sich nicht abschütteln. Doch die Kobalt hat Freunde, Gefährten und Beschützer: Da herrscht in der Bäckerei des verstorbenen Monsieur Vogt seine Witwe Yvonne über eine Untergebenenschar. Estelle Conard, Gattin des Bankdirektors Frédéric Conard, ist ebenfalls eine Freundin aus alten Tagen. Fast täglich besucht die Kobalt die Bank Frédérics. Sie erwartet Geld von ihrem „zweifelhaften Jugendfreund Fernand“, der sie vor undenklichen Zeiten verlassen hat. Die Frau mit den „schlanken Beinen“, der „anmutigen Hand“ und im abgetragenen Kleid wird von manchem Bankangestellten belächelt. Es wird kein Geld überwiesen. Die Kobalt, „die nichts besitzt“, hält an ihren Bankbesuchen fest, und die Angestellten fragen sich: Woher hat die Frau, nach der „Mode von 1910“ gekleidet, „ihre feinen Schuhe, das einzige Neue an ihr?“ Nun, die Kobalt heißt eigentlich „La baronne Kovalsky, Marie Thérèse Dolorès Lydie Comtesse de Traun, de la maison Traun-Montéformoso“. Die Kobalt wird „erhalten von ihrem“ angeborenen „Hochmut“. „Wir hatten Blut des ganzen Europa“, sagt sie von ihrem Hause und: „Meine Verwandten sind alle in Österreich“. Nach ihrem Namen gefragt, nennt die Frau mit der „klangvollen Stimme“ sich eine geborene Gräfin Traun. Als nach dem Tode der Eltern ihr Besitz versteigert worden war, galt die Kobalt als reiche Frau. Doch nicht alle Verwandten sind in Österreich. Die neuen Schuhe kommen aus Brüssel von der Schwester der Kobalt, der Princesse de Vigne. Die Kobalt hat also „mächtige Verwandte“, die sich des Agenten Léon Jammes bedienen, um die Verfolgte zu beschützen.

### Überlaufer müssen vernichtet werden
Nach dem Tode ihres Gatten hatte sich die Kobalt mit der Schwester, die in Brüssel für den Krieg arbeitet, zerstritten. Damals nahm die Kobalt das Angebot, als arme Verwandte in Brüssel zu leben, nicht an, sondern ging eigene Wege. Als Fabrikarbeiterin in Frankreich agitierte sie für den Kommunismus zusammen mit dem Franzosen Vertugas. Somit zog die Kobalt, die „kontrollierte Aufwieglerin“, den Hass der Synarchisten auf sich. Präsident Laplace de Revers, Haupt der Synarchisten in Nizza, verfügt sowohl über jene Fabrik, in der die Kobalt arbeitete, als auch über die Bank, der Frédéric vorsteht. Der Präsident agiert über den ganzen Roman hinweg im Hintergrund. Seine Häscher, vor allem der Le Comte X, sollen die Kobalt „vernichten“, weil sie eine „Schlüsselstellung“ behaupte: „Jetzt oder nie ist sie zu beseitigen“. Im Roman wird aber nicht klar, was das genau für eine Schlüsselstellung sein soll. Von „Kommunistenverfolgung“ ist die Rede. Für den Comte X ist „das Menschenleben keine tote Ratte wert“. Darum macht sich der Le Comte X an Estelle, die Freundin der Kobalt, heran. Die alte Gefährtin Estelle kollaboriert zwar mit Comte X, um ihren Gatten zu schützen, mordet aber nicht. Léon Jammes beschützt die Kobalt vor Comte X, der sie „kidnappen“ will.

### Baccarat in Monte Carlo
Vertugas, der junge Arbeiter „mit dem schon verwitterten Gesicht“, taucht auf. Es wird gemunkelt, Vertugas müsse die Kobalt „sehr lieb haben“. Die Geliebte soll ihn im Flugzeug nach Moskau begleiten. Dort wollen die Kommunisten den ausgebrochenen Krieg abwarten. Die todkranke Kobalt bleibt an der Riviera.
Bankdirektor Frédéric Conard zahlt der Kobalt eine größere Summe Geldes aus, das aus Brüssel kommt. Schnurstracks unternimmt die Kobalt im Schnellzug einen „Ausflug“ nach Monte Carlo. Gedanken macht sie sich: Wenn das Geld nun nicht von der Schwester ist, sondern von Frédéric! Zutritt zur Spielbank verschafft sie sich durch ihr Air. Die Kleidung spielt keine Rolle. Der Klang ihrer „unwiderstehlichen“ Stimme – Widerhall „vergangener Größe“ – fasziniert das Personal; „gibt den Weg frei“. Die routinierte Baccarat-Spielerin wird von einem Croupier wiedererkannt und sprengt, scheinbar desinteressiert am Spieltisch sitzend, die Bank. In einer Nachtbar hat die Kobalt einen Blutsturz. Auf Léon Jammes, den die Kobalt einen „guten Menschen“ nennt und der die Kranke auch in Monte Carlo beschützt, wird geschossen; zum Glück daneben. Auf der Rückfahrt der nun schwerreichen, aber sterbenden Kobalt von Monte Carlo nach Nizza sitzt Mr. Leslie Simmons Krapotnikoff aus den USA mit im luxuriösen Automobil. Krapotnikoff gibt sich als Reporter Jonathan Swift aus, der für eine Versicherungsgesellschaft reise. Dann nennt ihn die Kobalt Monsieur Rabelais. Krapotnikoff ist wahrscheinlich identisch mit jener zwielichtigen Gestalt, die die Kobalt während des ganzen Romans durch die Gassen Nizzas verfolgte, jener Kerl, der sich nie abschütteln ließ. Dem Leser wird nahegelegt, dass Krapotnikoff, der „in das Gesicht einer Sterbenden“ spricht, der „kosmopolitische Habenichts“ Fernand sein könnte. Die Rede ist von „Haussuchungen, Vorladungen“ und „Verhören ohne Ende“, die die Kobalt über sich ergehen lassen musste.

### Öffentliches Sterben
Die Freunde defilieren am Sterbebett der Kobalt. Die Sterbende macht die Bäckerin, inzwischen frisch verheiratete Madame Lecoing, „sehr glücklich“, als sie diese vor den anderen bei ihrem „öffentlichen Sterben“ auszeichnet, indem sie haucht: „Ich bin noch nicht erstickt, damit ich dich hören konnte, Yvonne“. Als der Geistliche „die letzte Ölung“ vornimmt, bemerkt er, dass die Kobalt „nicht fromm ist“. Im Hinüberdämmern hat die Kobalt noch ein Gesicht: Ihrer abwesenden Brüssler Schwester Marie-Lou tut sie Abbitte. Der allerletzte Gedanke der Kobalt ist ein innerlicher Seufzer: „Hoffärtig war i halt“.
Laplace de Revers verlässt draußen im Garten vor dem Haus überraschend seine Deckung und will die Kobalt, „die gefährliche Staatsverbrecherin“ (die bereits verstorben ist, aber das weiß er nicht), „aus dem Bett weg verhaften“. Der Präsident wird von Léon Jammes erschossen.
Léon Jammes, auf einmal der gesuchte Attentäter, besteigt mit Vertugas das Flugzeug nach Moskau. Fernand bleibt in Frankreich.

## Liebesgeschichten
Aus dem Leben der Kobalt seien drei Episoden herausgegriffen.
- Fernand

Als in einer Auseinandersetzung der Kobalt mit dem Bankdirektor Frédéric das Thema Jugendfreund Fernand zur Sprache kommt, muss die Kobalt eingestehen, dass sie sich einer Illusion hingibt, wenn sie hofft, die Jugendliebe könnte nach Jahrzehnten zu ihr zurückkehren. Doch als erwogen wird, die Kobalt könne doch Fernand, der „kein anständiger Mensch“ war, an die Synarchisten verraten, weigert sie sich. Seinen „ältesten Freund“, auf den man ewig wartete und dessentwegen man extra „keusch blieb“, verrät man nicht.
- Yvonne

Die Bäckerswitwe Yvonne Vogt ist eine Gefährtin aus besseren Tagen. Nach dem Tode ihres Gatten verspielte die Kobalt im Casino von Monte Carlo ihr beträchtliches Erbe und wurde bei diesen Séancen regelmäßig von Yvonne begleitet. Yvonne trauert den Abenden nach, als beide – „zwei Schönheiten“ und „große Frauen“ – auftraten und „gemeinsam leichten Sinnes waren“. Yvonne würde die Kobalt notfalls vor ihren Feinden verstecken. Es sieht ganz so aus, als ob die beiden Frauen eine homoerotische Beziehung hatten. Die Kobalt liebte Yvonne sehr. Yvonne heiratet letztendlich aus geschäftlichen Gründen den biederen Monsieur Lecoing, einen Bäcker im besten Alter, obwohl sie einen Jüngeren liebt.
- Frédéric

Mit dem Ausbruch des Krieges ist die Uhr des Bankdirektors Frédéric abgelaufen. Der Buchhalter Pigeon, eine „farblose Erscheinung“, wittert Morgenluft und äußert sich vorm Direktor verächtlich über die Kobalt. Die Kranke muss sich die Schmähung auch noch anhören. Frédéric blickt in das „verwischte Veilchenblau“ ihrer Augen unter einer „schweren Welle blonder Haare“. Die Kobalt „leugnet ihre Krankheit“, und ihr gelingt ein Atmen – „leicht und stark“. Doch es folgt der nächste Erstickungsanfall. Frédéric springt herzu und umarmt „dieses abnehmende Leben“. Dafür ist die Kobalt dankbar und lächelt selig. „Das Glück steht nicht bevor“, sondern „dies ist das Glück selbst“. Seine Lippen zittern, doch „er kommt in ihrem Leben zu spät“. Die Kobalt spuckt Blut. Sie küssen sich. Die Kraft der Kobalt und das Glück mit Frédéric lassen die Frau mit der „unvergänglichen Stimme“ noch ein paar Stunden leben.

## Zitate
- „Tote haben gar nichts, auch den Tod nicht“[1]
- „Heiter war alles, weil ich heiter war“[2]
- „Begraben werden vom Glück ist auch ein Ende“[3]
- „Die Ehren der Welt nicht anstreben ist Hochmut“[4]

## Selbstzeugnisse
- Am 26. August 1947 an Karl Lemke: „Empfang bei der Welt geht auch im Zustand und Geschehen dem Atem voran. Der erste zeigt den Verfall, der zweite die ausgebrochene Katastrophe.“[5]
- Am 3. März 1949 an Karl Lemke: „Es ist ein etwas problematischer Roman, der mich beim Wiederlesen etwas gerührt hat. Nicht vergebens lebt man lange – was nicht heißen soll, daß immer das Beste zuletzt kommt.“[5]

## Rezeption
- In einem Brief vom 14. Juli 1949 an den Bruder hebt Thomas Mann die grandiose Übertriebenheit und geniale Aufschneiderei der politischen Intrige, deren Abenteuerlichkeit doch durchaus realistisch und der Zeit angemessen ist[6] im Roman hervor.
- Ebersbach[7] sieht eine Verbindung vom Synarchismus Heinrich Manns zum Existentialismus Sartres, wie jener von Heidegger mit beeinflusst wurde.
- Ebersbach[8] findet Lobesworte voller Herzenswärme für den letzten Roman Heinrich Manns: Eine Parabel privaten Schicksals schneidet sich mit einer Parabel der Weltpolitik. Es entsteht der voll stimmige Organismus eines Kunstwerkes, das selbst zu atmen scheint.
- Nach Koopmann (1991) trägt der Roman deutliche Spuren der Isolation Heinrich Manns im Exil und enthalte Rückerinnerungen an eine verlorene große Welt, deren Phantastik immer wieder spirituell beschworen wird.
- Koopmann (2001) weist auf zwei vom Krankheitsgeschehen her aufeinander bezogene Romane hin: Thomas Manns Zauberberg und Der Atem von Heinrich Mann.
- Atemnot – Der Roman als Spiel, als Theater: Bauer geht ganz kurz auf die „dramatisierende“ Sprache im Roman ein; auf den „Satzbau, der den Lesefluß immer wieder stocken läßt“, auf den „künstlichen Stau“.[9]
- Das Sterben – ein Vorgang: Als Spiegelbild von Heinrich Manns Exilsituation im Alter kann die Schilderung des Verstummens der Protagonistin genommen werden.[10]